# El miércoles
El miércoles es una película de suspense hindú. Está dirigida y escrita por Neeraj Pandey e interpretada en sus papeles principales por Naseeruddin Shah y Anupam Kher. Cuenta la historia del comisario general de policía de Mumbai y su esfuerzo secreto por evitar un atentado terrorista.  Hay dos nuevas versiones de la película, Unnaipol Oruvan (en telugú) y Eenadu (en tamil) y una precuela está actualmente en preproducción.

## Reparto
- Anupam Kher como Prakash Rathod.
- Naseeruddin Shah como El hombre de la calle.
- Deepal Shaw como Naina Roy.
- Jimmy Shergill como Arif Khan.
- Aamir Bashir como Jai Singh.
- K. P. Mukherjee como Ibrahim Khan.
- Rohitash Gaur como Ikhlaque Ahmed.
- Vijay Bhatia como Mohammed Zaheer.
- Mukesh Bhatt como Khurshid Lala.

## Sinopsis
Prakash Rathod, comisario general de policía de Mumbai, está listo para retirarse. La película cuenta su caso más difícil, un suceso que ocurre en un solo día: el miércoles. Un hombre no identificado lleva una bolsa a la Estación Chhatrapati Shivaji y se instala en el baño de la comisaría con la excusa de presentar un FIR. Monta una laptop y algunos aparatos electrónicos en un edificio en obras y llama a Rathod. Dice que ha colocado 5 dispositivos explosivos en Mumbai y si la policía no libera a los cuatro militantes bajos custodia, hará explotar las bombas. Los dirige a la bomba instalada en el baño para ratificar la veracidad de su amenaza. Mientras tanto la policía trata de intervenir el celular. Los agentes Arif y Jai traen a los terroristas al lugar concertado, un aeropuerto, pero hay una bomba escondida y los militantes mueren en la explosión. Queda revelado que el hombre quería castigar a los terroristas por su participación en los atentados del 11 de julio de 2006 en Bombay. Revela que hubo una sola bomba en toda la ciudad. Destroza la electrónica y sale pero Rathod se encuentra con él y le pregunta su nombre. Para evitar estereotipos religiosos la voz en off de Rathod no dice el nombre del "hombre de la calle" y todo sobre el incidente queda en secreto.

## Premios

### Star Screen Awards
- Star Screen Award for Best Director - Neeraj Pandey
- Star Screen Award for Best Story - Neeraj Pandey
- Star Screen Award for Most Promising Debut Director - Neeraj Pandey